# Johnrandallia
Johnrandallia is een monotypisch geslacht van straalvinnige vissen uit de familie van de koraalvlinders (Chaetodontidae).

## Soort
- Johnrandallia nigrirostris (Gill, 1862)